# Hradčanská (metropolitana di Praga)
Hradčanská è una stazione della linea A della metropolitana di Praga.

## Storia
La stazione è stata attivata il 12 agosto 1978, insieme alla sezione inaugurale da Leninova a Náměstí Míru della linea A.
Prende il nome da Hradčany, il quartiere dove si trova il Castello di Praga (hrad significa “castello” in ceco). Tuttavia, il castello stesso dista circa 20 minuti a piedi dalla stazione. In origine questa stazione aveva una sola uscita verso via Milada Horáková, ora ha più uscite su questa via ed un'uscita su via Dejvická.  

## Strutture e impianti
La stazione è sotterranea ed è dotata di 2 binari, serviti da una banchina centrale. Il vestibolo della stazione, che si estende sotto la fermata del tram e nel quale entra direttamente il tunnel delle scale mobili, è rivestito di pietra gialla.
Vi è scolpito un leone ceco e un'iscrizione che recita “Veškerá moc v ČSSR patří pracujícímu lidu“ (”Tutto il potere nella CSSR appartiene al popolo lavoratore").

## Servizi
La stazione è dotata di ascensori per le persone a mobilità ridotta.
- Biglietteria
- Servizi igienici

## Interscambi
- Fermata autobus (linee 108 e 131)[3]
- Fermata tram (linee 1, 2, 8, 18, 20, 25 e 26)[3]
- Stazione ferroviaria (Praga Dejvice, sulle linee S5, S54, R24, R45 del servizio ferroviario suburbano di Praga)[3]